# 一號懷特奧克鎮區 (北卡羅萊納州瓊斯縣)
一號懷特奧克鎮區（英語：Township 1, White Oak）是位於美國北卡羅萊納州瓊斯縣的一個鎮區。

## 地方資料
一號懷特奧克鎮區的面積為236.47平方千米，皆為陸地。根據2020年美國人口普查的數據，當地共有人口1687人，而人口密度為每平方千米7.13人。